# Linea Hōjō
La linea Hōjō (北条鉄道?, Hōjō-sen) è una breve linea ferroviaria di interesse regionale a scartamento ridotto che collega le città di Ono e Kasai, entrambe nella prefettura di Hyōgo. La linea è gestita dalla Ferrovia Hōjō.

## Servizi
La linea è esercitata a spola, con circa un treno ogni ora lungo tutto il tracciato. La frequenza del resto non sarebbe aumentabile, in quanto su tutta la linea non è presente alcuna stazione di incrocio, essendo tutte semplici fermate.

## Stazioni
Tutte le stazioni si trovano nella prefettura di Hyōgo
| Stazione         | Giapponese | Dist. interst. | Dist. totale | Collegamenti                      | Posizione |
| ---------------- | ---------- | -------------- | ------------ | --------------------------------- | --------- |
| Ao               | 粟生       | -              | 0.0          | Linea Kakogawa Linea Shintetsu Ao | Ono       |
| Abiki            | 網引       | 3.5            | 3.5          |                                   | Kasai     |
| Tahara           | 田原       | 1.1            | 4.6          |                                   | Kasai     |
| Hokkeguchi       | 法華口     | 1.5            | 6.1          |                                   | Kasai     |
| Harima-Shimosato | 播磨下里   | 1.9            | 8.0          |                                   | Kasai     |
| Osa              | 長         | 1.8            | 9.8          |                                   | Kasai     |
| Harima-Yokota    | 播磨横田   | 1.6            | 11.4         |                                   | Kasai     |
| Hōjōmachi        | 北条町     | 2.2            | 13.6         |                                   | Kasai     |